# MM. Schaudel et Cie
MM. Schaudel et Cie était un constructeur français d'automobiles.

## Historique
Au milieu des années 1890, Charles Schaudel fonde l’entreprise du même nom à Bordeaux et se lance dans la production de bicyclettes avant de se lancer dans la production automobile en 1898. Le seul véhicule était équipé d’un moteur bicylindre. Particularité par rapport à d’autres constructeurs automobiles, le moteur et la transmission étaient verrouillés ensemble dans un seul boîtier .
La voiture présentée à l’exposition de 1901 est un succès public. Schaudel a pu rentrer à Bordeaux avec une commande d’environ trois cents véhicules. 25 véhicules Schaudel avaient déjà été produits avant l’exposition de 1901. Le véhicule était équipé d’une boîte de vitesses à trois rapports.
La production a été arrêtée en 1902 et l’entreprise a été reprise par le constructeur automobile Motobloc.